# Натхо, Нили
Нили Натхо (ивр. נילי נאתכו‎; 18 февраля 1982 года, Кфар-Кама, Израиль — 5 ноября 2004 года, Кфар-Кама, Израиль) — израильская профессиональная баскетболистка, которая выступала на позиции атакующего защитника. Двоюродная сестра израильского футболиста Бибраса Натхо.

## Биография

### Начало карьеры
Родилась в черкесской деревне Кфар-Кама в черкесско-мусульманской семье. В детстве увлекалась мини-футболом и играла в деревне Кфар-Тавор за юниорскую команду. Поступила в Институт имени Вингейта, где занималась в спортивном лагере. В возрасте 14 лет переехала в город Эвен-Йехуда, где сала игроком женской школьной команды. В первом сезоне с командой выиграла Кубок Государства Израиль, через год перешла в команду средней школы имени Островского в Раанане, где выступала три года. В 2000 году окончила школу и с командой выиграла чемпионат страны среди школ.

### Профессиональные выступления
Нили дебютировала в Премьер-Лиге Израиля за клуб «Маккаби» из Раананы в сезоне 1999/2000, в следующем сезоне она была признана лучшим открытием чемпионата. Выиграла Кубок Государства, в сезоне 2001/2002 установила рекорд по среднему числу очков за матч для атакующего защитника в 13,7 очков. В 2002 году дебютировала в сборной Израиля, в 2003 году сыграла на чемпионате Европы в Греции (всего в её активе 21 матч). В том же 2003 году вместе со своим тренером Талем Натаном перешла в команду «Элицур» из Рамлы, оформив исторический дубль в сезоне 2003/2004 и выиграв чемпионат и кубок страны.
В сентябре 2003 года семья Нили переехала в деревню Кфар-Кама. Натхо сыграла два матча за «Элицур» в чемпионате страны во втором сезоне и попала в лидерские позиции среди бомбардиров по очкам в чемпионате Израиля, однако дальнейшую её карьеру и жизнь оборвала трагедия.

### Смерть
5 ноября 2004 года Нили Натхо управляла автомобилем Ford Focus, который ехал по шоссе 767. Недалеко от дома её родителей автомобиль потерял управление, выскочил на встречную полосу и столкнулся с джипом. Причины аварии не были установлены. Нили разбилась насмерть, погибли также её 19-летняя родная сестра Диана (на месте) и 24-летняя двоюродная сестра Раджа Тлаш (на операционном столе). Серьёзно были ранены два человека, родственники Нили.
«Элицур» выиграл чемпионат страны, одержав три победы подряд, и посвятил в сезоне 2004/2005 свою победу памяти Нили Натхо.